# حي الجبور
حي الجبور؛ هو حي من احياء المدينة المنورة العشوائية يوجد فيه امانة المدينة المنورة وقريب من الحرم النبوي الشريف، سمّي حي الجبور نسبةً لمسقط رأس الصحابي الجليل أبو هريرة الدوسي قرية الجبور في دوس وحي الجبور من أكثر الأحياء المدينة المنورة كثافة سكانية يربط العنبرية بالدويمة.

## مساجد حي الجبور
- مسجد الكويتي
- مسجد علي الهرساني
- مسجد محمد عيد اللقماني
- مسجد مطر السهلي
- مسجد أخوان نيازي

## حدود حي الجبور
- من الشرق سوق قباء
- من الغرب حي عروة
- من الشمال الحرة الغربية
- من الجنوب حي الدويمة